# Leszek Kosedowski
Leszek Marian Kosedowski, född den 25 maj 1954 i Środa Śląska, Polen, är en polsk boxare som tog OS-brons i fjäderviktsboxning 1976 i Montréal. Han förlorade mot östtysken Richard Nowakowski med 0-5 i semifinalen. Hans yngre bror Krzysztof Kosedowski tog brons i fjäderviktsbrons fyra år senare i Moskva.